# Stadnina koni w Jaroszówce

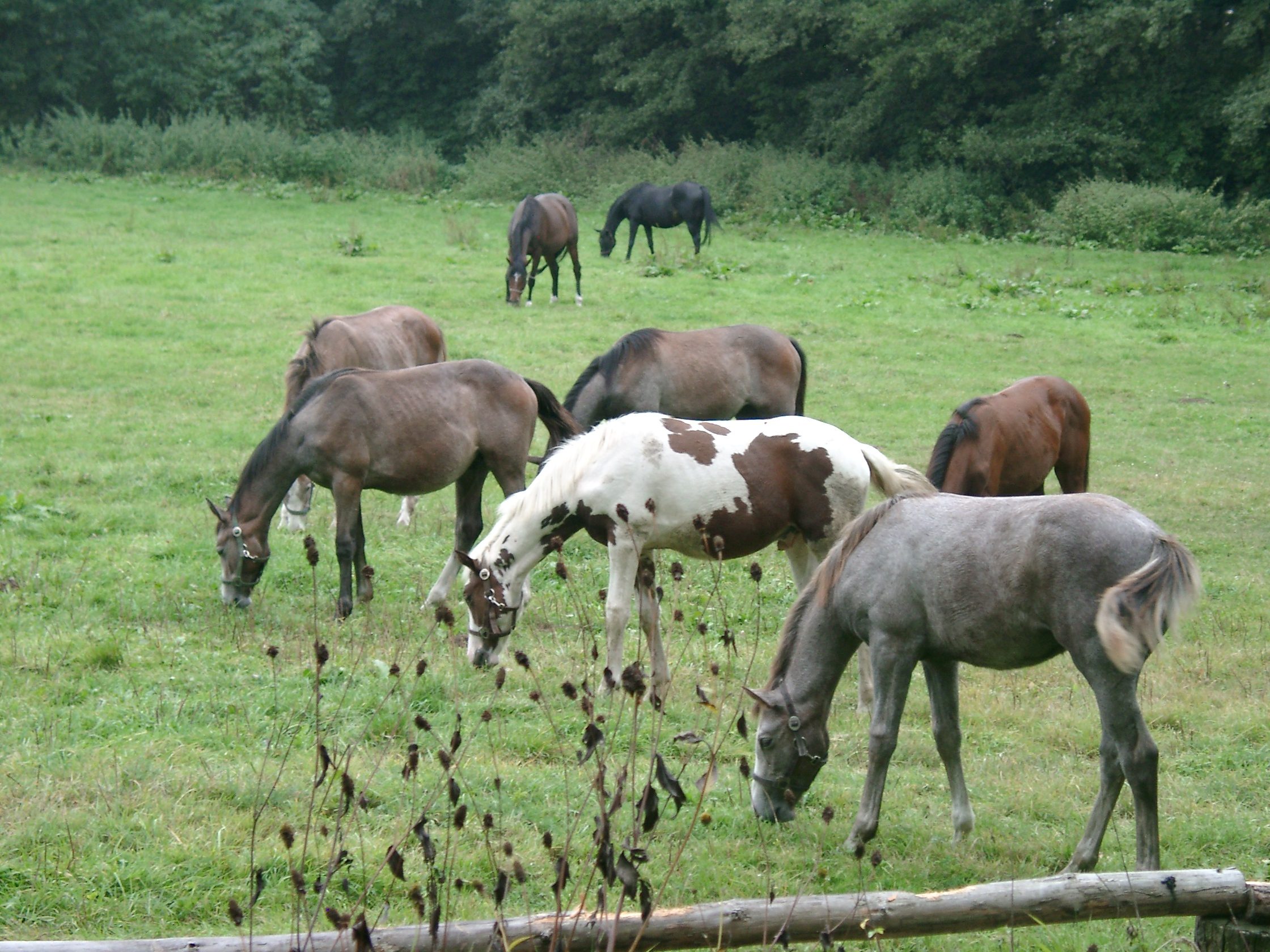
Młode konie z Jaroszówki na wybiegu

Stadnina Koni w Jaroszówce – położona jest w województwie dolnośląskim w południowo–zachodniej Polsce, w dolinie rzeki Czarna Woda, około 5 km od Chojnowa, 18 km od Legnicy i 25 km od Lubina. Stadnina leży w pobliżu parku krajobrazowego Dolina Czarnej Wody, wśród zalesionych łąk i pastwisk.

## Historia i działalność
Stadnina koni w Jaroszówce założona została w 1969 roku, w ramach Państwowego Ośrodka Hodowli Zarodowej w Chojnowie. Od samego początku stadnina zajmowała się hodowlą koni pełnej krwi angielskiej. 1 września 1993 roku powstał nowy podmiot gospodarczy – Stadnina Koni Jaroszówka spółka z o.o. z siedzibą w Goliszowie. W dalszym ciągu, podstawowym zadaniem stadniny jest hodowla koni wyścigowych pełnej krwi. Prowadzi się również, na niewielką skalę, hodowlę koni innych ras. Organizuje się zawody sportowe, biegi myśliwskie i pokazy. Wyniki osiągnięte w ciągu 35 lat działalności potwierdzają doskonałe warunki przyrodnicze Jaroszówki. W tym czasie wyhodowane tu konie wygrały ponad 1000 wyścigów. W oparciu o stadninę działa klub jeździecki o nazwie: Klub Jeździecki Ośrodek Sportów Konnych w Jaroszówce, który został zarejestrowany 30 kwietnia 2002 r.

## Sport
Klub Jeździecki w Jaroszówce, powstały w 2000 roku w wyniku zmiany stosunków własnościowych w Stadninie Koni Jaroszówka, kontynuuje działalność szkoleniową prowadzoną od lat w tutejszym środowisku. Sport jeździecki w Jaroszówce działał zawsze w ścisłym powiązaniu ze stadniną – na obiektach, sprzęcie oraz koniach stadniny. Wiodącą dyscypliną uprawianą obecnie w klubie jest WKKW. Klub zajmował się również szkoleniem w ujeżdżeniu oraz woltyżerce. Od wielu lat zawodnicy trenujący w miejscowych obiektach należą do czołówki krajowej, a na przełomie lat 80. i 90. XX w. zdobywali medale Mistrzostw Świata.

### Woltyżerka
Stadnina Koni w Jaroszówce była pierwszym w Polsce ośrodkiem uprawiania dyscypliny woltyżerki. W latach 80. XX wieku trenerka sekcji akrobatyki sportowej, Hanna Kaczyńska, we współpracy z Andrzejem Sałackim w niespełna pół roku przygotowali zawodniczki do startu w Mistrzostwach Świata w Szwajcarii (1986). Występy sekcji woltyżerki z Jaroszówki przyniosły w kolejnych latach nowe sukcesy, m.in.: dwa brązowe medale Mistrzostw Świata w Ebreichsdorf (Austria, 1988 r.), w Heilbronn (Niemcy, 1992 r.) i brązowy medal Mistrzostw Europy w Hadze (Holandia, 1993 r.). Sukcesy sekcji przyczyniły się do popularyzacji woltyżerki w kraju.

## Hodowla
W Jaroszówce hodowane są konie pełnej krwi angielskiej oraz półkrwi angielskiej.